# Harras
Pour l’article ayant un titre homophone, voir Haras.
Harras est un album de musique improvisée jouée par le trio formé de Derek Bailey, William Parker et John Zorn publié sur le label Avant. Le disque a été enregistré live à la Knitting Factory à New York.

## Titres
| 1.    | Morning Harras | 12:35 |
| 2.    | Noon Harras    | 8:59  |
| 3.    | Evening Harras | 36:00 |
| 57:34 |                |       |

## Personnel
- Derek Bailey - guitare
- William Parker - basse
- John Zorn - saxophone alto